# Ryōsuke Yamanaka
Ryōsuke Yamanaka (山中 亮輔 Yamanaka Ryōsuke?, Kashiwa, Chiba, 20 de abril de 1993) es un futbolista japonés que juega como defensa en el Nagoya Grampus de la J1 League de Japón.

## Clubes
| Club                               | País  | Año       |
| ---------------------------------- | ----- | --------- |
| Kashiwa Reysol                     | Japón | 2012-2016 |
| JEF United Chiba (cedido)          | Japón | 2014      |
| Selección J.League Sub-22 (cedido) | Japón | 2015      |
| Yokohama F. Marinos                | Japón | 2017-2018 |
| Urawa Red Diamonds                 | Japón | 2019-2021 |
| Cerezo Osaka                       | Japón | 2022-2023 |
| Nagoya Grampus                     | Japón | 2024-     |

## Palmarés

### Campeonatos nacionales
| Título             | Club               | País  | Año  |
| ------------------ | ------------------ | ----- | ---- |
| Copa del Emperador | Kashiwa Reysol     | Japón | 2012 |
| Supercopa de Japón | Kashiwa Reysol     | Japón | 2012 |
| Copa J. League     | Kashiwa Reysol     | Japón | 2013 |
| Copa del Emperador | Urawa Red Diamonds | Japón | 2021 |
| Copa J. League     | Nagoya Grampus     | Japón | 2024 |